# Stato unitario
     Stato unitario
     Stato federale

Stato unitario
Stato federale

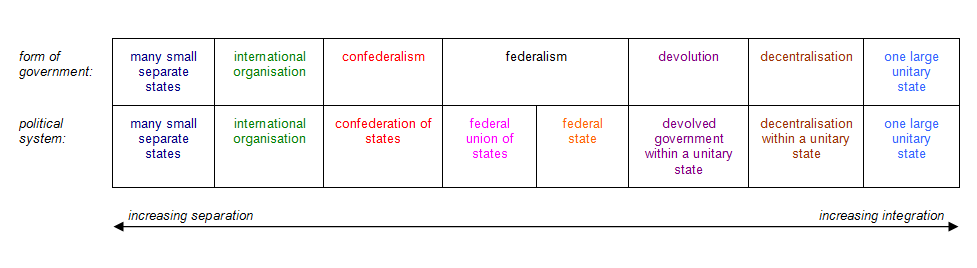
Il percorso di integrazione o di separazione regionale

Uno Stato unitario è uno Stato governato come una singola entità, in cui il governo centrale è supremo e assegna a ogni suddivisione amministrativa soltanto alcuni poteri che possono esercitare. La maggior parte degli Stati nel mondo possiede un sistema governativo di questo tipo.

## Descrizione
Gli Stati unitari sono strutturati in maniera diversa rispetto agli Stati federali: mentre in questi ultimi gli Stati federati che compongono la federazione, seppur rimanendo controllati dal governo centrale, possiedono una certa autonomia ed esercitano poteri che non possono essere modificati unilateralmente dal governo centrale, negli Stati unitari le suddivisioni amministrative possono essere create, modificate e soppresse in qualsiasi momento e le loro funzioni possono essere ampliate o ristrette dal governo centrale. Sebbene il potere possa essere decentrato, il governo centrale resta sempre il punto nevralgico dello Stato e può abrogare le leggi dei governi locali e/o limitarne i poteri.

## Forme di governo

### Repubbliche unitarie
- Afghanistan
- Albania
- Algeria
- Angola
- Armenia
- Azerbaigian
- Bangladesh
- Barbados
- Benin
- Bielorussia
- Birmania
- Bolivia
- Botswana
- Bulgaria
- Burkina Faso
- Burundi
- Camerun
- Capo Verde
- Ciad
- Cile
- Cina[2]
- Cipro
- Colombia
- Corea del Nord
- Corea del Sud
- Costa d'Avorio
- Costa Rica
- Croazia
- Cuba
- Dominica
- Ecuador
- Egitto
- El Salvador
- Eritrea
- Estonia
- Figi
- Filippine
- Finlandia
- Francia
- Gabon
- Gambia
- Georgia
- Ghana
- Gibuti
- Grecia
- Guatemala
- Guinea
- Guinea-Bissau
- Guinea Equatoriale
- Guyana
- Haiti
- Honduras
- Indonesia
- Iran
- Irlanda
- Italia
- Islanda
- Isole Marshall
- Israele
- Kazakistan
- Kenya
- Kiribati
- Kirghizistan
- Laos
- Lettonia
- Libano
- Liberia
- Libia
- Lituania
- Macedonia del Nord
- Madagascar
- Malawi
- Maldive
- Mali
- Malta
- Mauritania
- Mauritius
- Moldavia
- Mongolia
- Montenegro
- Mozambico
- Namibia
- Nauru
- Nicaragua
- Niger
- Palau
- Panama
- Paraguay
- Perù
- Polonia
- Portogallo
- Rep. Ceca
- Rep. Centrafricana
- Rep. del Congo
- RD del Congo
- Rep. Dominicana
- Romania
- Ruanda
- Samoa
- San Marino
- São Tomé e Príncipe
- Senegal
- Serbia
- Seychelles
- Sierra Leone
- Singapore
- Siria
- Slovacchia
- Slovenia
- Sri Lanka
- Suriname
- Tagikistan
- Taiwan
- Tanzania
- Timor Est
- Togo
- Trinidad e Tobago
- Tunisia
- Turchia
- Turkmenistan
- Ucraina
- Uganda
- Ungheria
- Uruguay
- Uzbekistan
- Vanuatu
- Vietnam
- Yemen
- Zambia
- Zimbabwe

### Monarchie unitarie
- Andorra
- Antigua e Barbuda
- Arabia Saudita
- Aruba
- Belize
- Bhutan
- Brunei
- Cambogia
- Città del Vaticano
- Curaçao
- Danimarca
- Giamaica
- Giappone
- Giordania
- Grenada
- Isole Salomone
- Kuwait
- Liechtenstein
- Lussemburgo
- Marocco
- Monaco
- Nuova Zelanda[3]
- Norvegia
- Oman
- Paesi Bassi
- Papua Nuova Guinea
- Qatar
- Regno Unito[4]
- Saint Vincent e Grenadine
- Saint Lucia
- Sint Maarten
- Spagna
- Svezia
- eSwatini
- Thailandia
- Tonga
- Tuvalu

## Dati statistici

### I primi 5 Stati unitari per popolazione
- Cina
- Indonesia
- Bangladesh
- Giappone
- Filippine

### I primi 5 Stati unitari per superficie
- Cina
- Kazakistan
- Algeria
- RD del Congo
- Arabia Saudita

### I primi 5 Stati unitari per PIL nominale
- Cina
- Giappone
- Regno Unito
- Francia
- Italia